# Hällestads kyrka, Västergötland
Hällestads kyrka är en kyrkobyggnad som sedan 2006 tillhör Floby församling (2002-2006 Hällestad-Trävattna församling och före 2002 Hällestads församling) i Skara stift. Den ligger i västra delen av Falköpings kommun. 

## Tidigare kyrkor

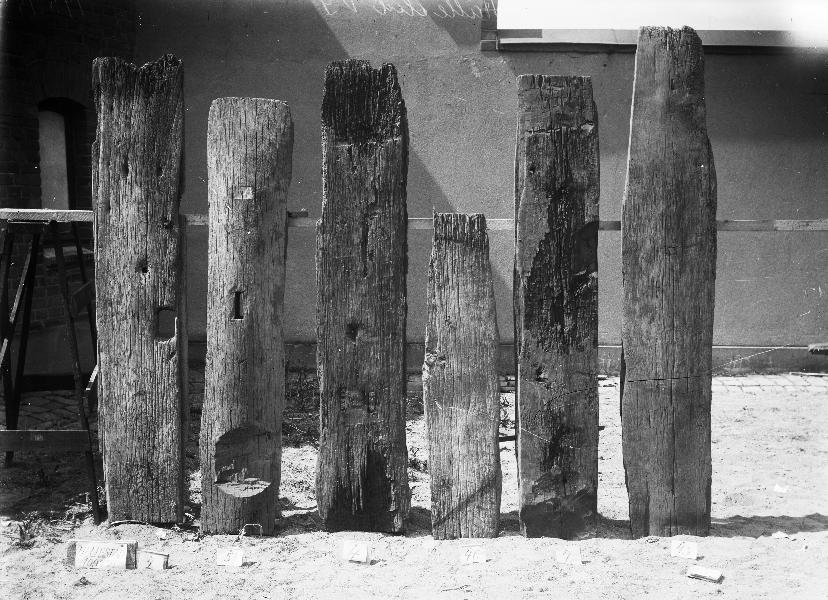
Fragment från stavkyrkan (1100-tal).

Nuvarande kyrka har haft två föregångare på platsen. 
- Den yngre kyrkan av ektimmer, som troligen var från 1600-talet, revs 1899. Den hade en grundplan med koret lika brett som långhuset. De åtskildes av en vägg med triumfbåge. Kyrkorummet hade målningar från 1700-talet på väggar och i tak.
- Då 1600-talskyrkan revs påträffades material från en stavkyrka från 1100-talet, med stående väggplankor och tvärspånt i syllarna. De har varit försedda med dropphål för regnvattnets avrinning. Man fann en över sex meter lång bjälke, med så kallade laxstjärtar i ändarna, som troligen har haft till uppgift att som tvärsyll stödja långsyllarna mellan de egentliga tvärsyllarna. Av det påträffade materialet finns även två hammarband och portalplankor med ett rakt överstycke. Resterna av stavkyrkan finns vid Statens historiska museum. En dendrokronologisk undersökning av virket visar att det fällts omkring 1140.[1][2]

## Kyrkobyggnaden
Nuvarande kyrka byggdes 1901 av byggmästare Lars Emanuel Pettersson från Värsås. Det är en träkyrka med fasad av liggande, hyvlade och ljust oljemålad träpanel. Den har rundbågiga fönster som är grupperade tre och tre. I kyrkorummet har den ursprungliga karaktären bevarats med panelklädda väggar, öppen takkonstruktion och snickerier i nygotik. År 1953 renoverades kyrkan: nya bänkar monterades och kyrkan ommålades invändigt samt försågs med elektriskt ljus och elvärme.

## Inventarier
- Dopfunten från 1200-talet, som troligen kommer från den medeltida kyrkan, finns fortfarande kvar.
- En vapensköld över ätten Silfversvärd är uppsatt i kyrkan.
- Altaruppsatsen, i primitivt snide tillkom 1682 och fanns i den tidigare kyrkan. Den renoverades 1794 återuppsattes vid restaureringen 1944. Motivet är Jesus med två av lärjungarna.
- Vid koret finns två brudbänkar målade i de ursprungliga färgerna.
- I tornet hänger två klockor. Storklockan är från 1863 och lillklockan från 1854. Båda är gjutna av C. A. Norling i Jönköping.

### Orgel
Orgeln är placerad på västra läktaren. Den har sju stämmor fördelade på manual och pedal och är byggd av Bo Wedrup 1954. Fasaden är samtida med orgeln och ljudande.